# Cegueira à mudança

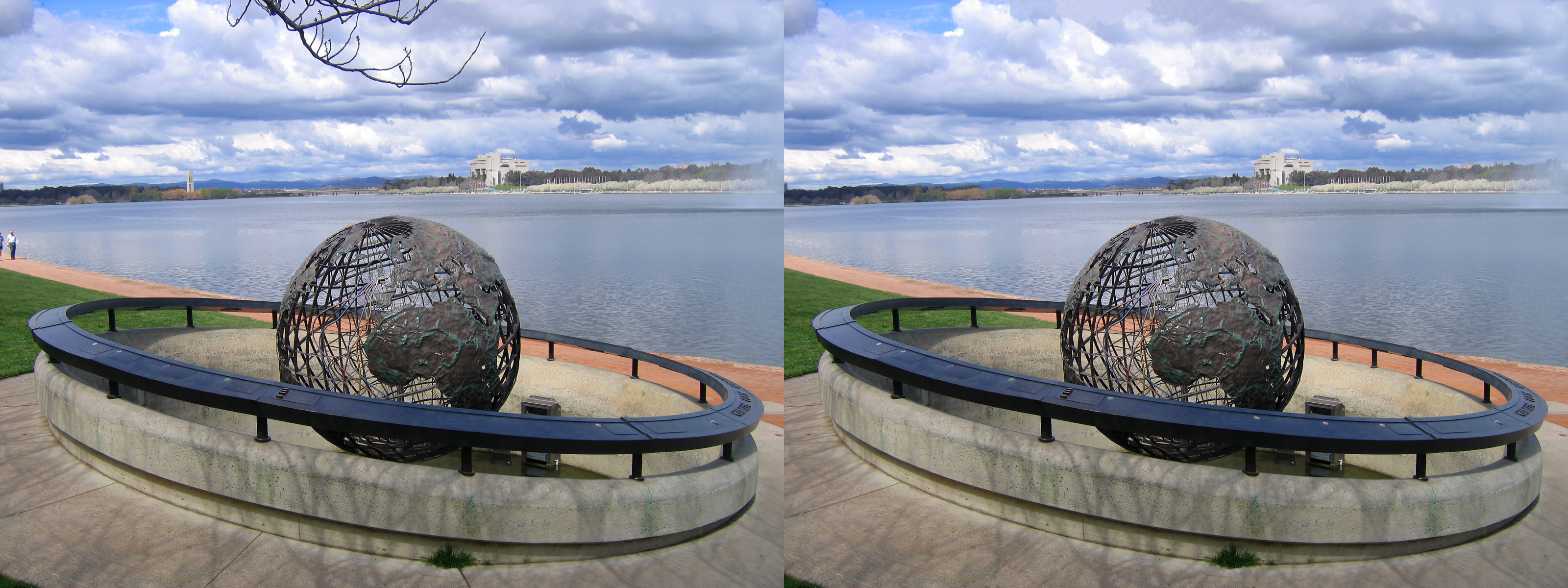
Exemplo de imagens que podem ser usadas em uma tarefa de cegueira à mudança. Apesar de semelhantes, as duas imagens apresentam algumas diferenças.

A cegueira à mudança é um fenômeno perceptivo que ocorre quando uma mudança em um estímulo visual é introduzida e o observador não a percebe. Por exemplo, observadores muitas vezes não conseguem perceber as principais diferenças introduzidas em uma imagem enquanto ela pisca repetidamente. Argumenta-se que a baixa capacidade das pessoas de detectar mudanças reflete limitações fundamentais da atenção humana. A cegueira à mudança tornou-se um tópico altamente pesquisado e alguns argumentaram que pode ter implicações práticas importantes em áreas como depoimentos de testemunhas oculares e distrações ao dirigir.